# Слеме (Блоке)
Слеме (словен. Sleme) — поселення в общині Блоке, Регіон Нотрансько-крашка, Словенія. Висота над рівнем моря: 787 м.